# О любви и прочих бесах
«О любви и прочих бесах» (исп. Del amor y otros demonios) — роман колумбийского писателя Габриэля Гарсиа Маркеса, опубликованный в 1994 году. Действие книги происходит в Колумбии XVIII века. Сюжет разворачивается вокруг 12-летней девочки, укушенной бешеной собакой. 

## Сюжет
В прологе Гарсиа Маркес вспоминает о легенде, которую ему рассказала бабушка, легенде о двенадцатилетней маркизе с длинными волосами, которая умерла от бешенства. На эти воспоминания автора натолкнули раскопки старинного захоронения молодой девушки с 22-метровыми волосами, всё ещё прикреплёнными к черепу. Этот случай подвиг автора на создание романа.
Действие романа происходит в Картахене, Колумбия, во второй половине XVIII века.
В романе рассказывается история Марии Анхелы (в оригинале — Sierva María de Todos los Ángeles), двенадцатилетней дочери дона Игнасио, маркиза Касальдуэро. Она, нелюбимая матерью и выросшая среди слуг, усвоила языки и обычаи африканских рабов.
Однажды девочку укусила бешеная собака, и тревога за её судьбу пробуждает в маркизе любовь к дочери, о которой он раньше почти не вспоминал. Это заставило его обратиться к врачу по имени Абренунсио, который воплощает разум в мире, поражённом суевериями. Хотя симптомов бешенства нет, отец, а позднее и местный епископ опасаются того, что Мария Анхела одержима бесами, и отправляют её в монастырскую тюрьму. Там она содержится в тяжёлых условиях, испытывая враждебное отношение настоятельницы и монахинь.
Епископ поручает разобраться в деле девочки Каэтано Делауро, 36-летнему священнику-интеллектуалу и епископскому библиотекарю. От него ждут совершения обряда изгнания бесов, но он не видит необходимости в экзорцизме.
Каэтано влюбляется в девочку, он каждую ночь он пробирается подземным ходом в монастырскую тюрьму, где он и Мария Анхела покрывают друг друга поцелуями, плачут, декламируют любовные стихи, но сохраняют девственность. Каэтано не решается похитить Марию Анхелу из заключения, надеясь на легальные пути её освобождения.
Он терпит неудачу, и это приводит к гибели Марии Анхелы и пожизненному церковному наказанию Каэтано.

## Переводы на русский язык
В 2012 году роман был издан по-русски в переводе М. Былинкиной.

## Постановки
Роман лёг в основу либретто оперы (англ. Love and Other Demons) композитора Петера Этвёша, поставленной в 2008 году на Глайндборнском оперном фестивале в Англии.
Совместный колумбийско-костариканский фильм (англ. Of Love and Other Demons (film)) по роману был выпущен режиссёром Хильдой Идальго (англ. Hilda Hidalgo) в 2009 году.